# Acid arahidonic
Acidul arahidonic este un acid gras polinesaturat cu patru legături duble, cu 20 de atomi de carbon, derivat din fosfolipidele membranelor celulare. Se formează în organismul animal din acidul linoleic de origine alimentară prin procese de desaturare și elongație a lanțului hidrocarburii. Acidul arahidonic face parte din familia acizilor grași poli-etilenici esențiali din seria n-6 și este prezent în cantități mici în lipidele animale. Este principalul precursor metabolic al eicosanoidelor. Este metabolizat de ciclooxigenază (COX) în prostaglandine, prostacicline și tromboxan A2, iar de 5-lipoxigenază în leucotriene. Medicamentele antiinflamatoare steroidiene inhibă formarea acidului arahidonic și, implicit, a tuturor derivaților săi, în timp ce antiinflamatoarele nesteroidiene (AINS) și aspirina blochează doar activarea ciclooxigenazei, neafectând producerea de leucotriene.